# Robert Gallo

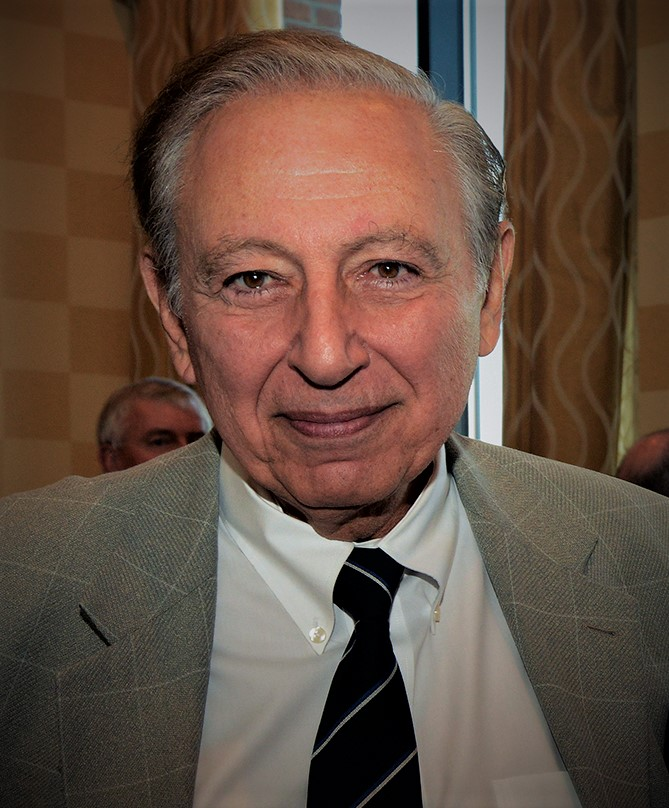
Robert Gallo, 2017.

Robert Charles Gallo, född 23 mars 1937, är en amerikansk forskare inom biokemi. Han är mest känd för sin forskning om HIV. Gallo är också känd för att vara en av grundarna samt direktör för Institute of Human Virology vid University of Maryland School of Medicine i Baltimore, Maryland. Positionen har han innehaft sedan 1996 då organisationen skapades. Gallo är även en av skaparna av det biokemiinriktade teknikföretaget Profectus BioScience.
Robert Gallo tog en examen i biologi år 1959 vid Providence College. Fyra år senare, år 1963, tog han en doktorsexamen vid Jefferson Medical College i Philadelphia. Senare kom han att bli forskare vid National Cancer Institute.

## Tvisten om Nobelpriset
År 1983 upptäckte Gallo och hans forskarteam HIV. En upptäckt som anses vara en av de mest uppseendeväckande och centrala inom den medicinska forskningen någonsin. Gallos team var dock inte de enda som forskade i området, även ett franskt forskarteam som leddes av Luc Montagnier från Paris var nära en lösning i frågan.
De två forskarlagen var meningsskiljaktiga gällande vem som var först att upptäcka viruset och en kamp mellan de två var allmänt känd under 1980-talet. Upptäckten prisades dock inte när den var färsk, utan först år 2008 då Montagnier och ytterligare en forskare delade på Nobelpriset i fysiologi eller medicin. Gallos del i forskningen blev alltså inte uppmärksammad i samma mån, något som debatterats mycket då många anser att Gallo var den som upptäckte HIV.

## Kuriosa
I filmen "And the band played on" porträtteras Gallo av skådespelaren Allan Alda.